# 4. ročník předávání cen Amerického filmového institutu
4. ročník předávání cen Amerického filmového institutu ocenil nejlepších deset filmů a deset filmových programů.

## Nejlepší filmy
- Můj svět
- Hledá se Nemo
- Lidská skvrna
- In America
- Poslední samuraj
- Pán prstenů: Návrat krále
- Ztraceno v překladu
- Master & Commander: Odvrácená strana světa
- Zrůda
- Tajemná řeka

## Nejlepší televizní programy
- 24 hodin
- Alias
- Andělé v Americe
- Arrested Development
- Raymonda má každý rád
- Joan z Arkádie
- Plastická chirurgie s. r. o.
- Hvězdy týmu
- Vojákova dívka
- The Wire – Špína Baltimoru